# Megachile sublaurita
Megachile sublaurita är en biart som beskrevs av Mitchell 1927. Megachile sublaurita ingår i släktet tapetserarbin, och familjen buksamlarbin. Inga underarter finns listade i Catalogue of Life.